# Liang Ming (director)
En una onomàstica xinesa Liang es el cognom i Ming el prenom.
No confondre amb el director de cinemaTsai Ming-liang 蔡明亮 (1957).
Liang Ming (xinès simplificat: 梁鸣) (Yichun 1984 - ) actor, guionista i director de cinema xinès.

## Biografia
Liang Ming va néixer el 4 de maig a Yichun, província de Heilongjiang (Xina). Es va graduar al Departament de Direcció i Interpretació de la Universitat de Comunicació de la Xina (中国传媒大学).
Va començar la seva carrera cinematogràfica com a actor i va protagonitzar varies pel·lícules, amb èxits importants, dirigides per directors com Lou Ye (Spring Fever) i Zhao Dayong (Shadow Days).
El 2019 va dirigir el seu primer llargmetratge 日光之下 (Wisdom Tooth) que va guanyar el premi SIFF Project al 15è Festival Internacional de Cinema de Xanghai i el premi BIFF Project al 8è Festival Internacional de Cinema de Pequín. L'estrena mundial es va fer al 3r Festival Internacional de Cinema de Pingyao del 2019, la pel·lícula va guanyar tant el Premi Fei Mu al Millor Director com el Premi Roberto Rossellini, és a dir, el Premi del Jurat del certamen internacional. També va guanyar el Premi dels crítics de cinema de Shanghai. La pel·lícula posa en valor el treball en les zones industrials i descriu amb diferents atmosferes part de la vida d'un jove treballador de les províncies, Gu Xi que actua de manera esquiva i estranya, amb problemes de relació amb la novia del seu únic germà; la gelosia entre germans trenca la unió familiar, situació que marca el to de la pel·lícula. Alhora incorpora elements de thriller. Hi ha una versió amb subtítols al castellà.
La seva darrera producció, Carefree Days, una adaptació de la novela de Ban Yu, Liang explica una història en el marc de Shenyang, una ciutat en decadència, situada al nord-est de la Xina, on Xu Lingling és una jove de 25 anys que pateix urèmia i la seva vida s'esfondra quan comença a fer diàlisi i la seva salut es debilita. En el punt àlgid de la seva malaltia, el seu pare torna per a cuidar d’ella amb la seva millor amiga Tan Na i el seu antic company de classe Zhao Dongyang. Però, tot canvia i no és fàcil per a ella adaptar-se a la seva nova realitat. El 2023 es va presentar a diversos festivals internacionals (Asian Film Festival Barcelona, Festival Internacional de Cinema de San Sebastià i altres. L'actriu Lü Xingchen va rebre el Premi Fei Mu a la millor actriu en el 7è Festival de Cinema de Pingyao.

## Filmografia
| Any  | Títol xinès    | Títol anglès                        | Notes                               |
| 2004 | 柠檬岁月       | Lemon Years                         | Actor                               |
| 2066 | 加油！晓惠     | Come on! Xiao Hui                   | Actor                               |
| 2009 | 花             | Flower                              | Actor                               |
| 2009 | 春风沉醉的夜晚 | Night of Spring Breeze/Spring Fever | Actor, dirigida per Lou Ye          |
| 2012 | 浮城谜事       | Mystery                             | Ajudant de direcció de Lou Ye       |
| 2012 | 五月的夏天     | Summer in May                       | Guionista i director (curtmetratge) |
| 2014 | 鬼日子         | Shadow Days                         | Actor, dirigida per Zhao Dayong     |
| 2016 | 摘下你的面具   | Take Off Your Mask                  | Actor (sèrie de televisió)          |
| 2019 | 日光之下       | Under the Sun / Wisdom Tooth[5]     | Director                            |
| 2020 | 猎杀           | The Hunt                            | Actor                               |
| 2023 | Xiao yao you   | Carefree Days                       | Actor, guionista i director         |